# 瞬きのソーニャ
『瞬きのソーニャ』（またたきのソーニャ）は、弓月光による日本の漫画作品。『甘い生活 2nd season』を連載中の『グランドジャンプ』誌上において、不定期に短期連載がなされていたが、『甘い生活 2nd season』の連載終了により2025年8号から連載が再開する。

## ストーリー
日本では年号が昭和から平成に変わったばかりの1989年、その11月10日未明にベルリンの壁崩壊が起こっていたころ、バイカル湖付近にあるソビエト連邦の極秘研究施設から、警備主任のソ連兵・ザイツェフが、一人の少女・ソーニャを連れて逃亡劇を始める。少女は、その施設で遺伝子操作により生み出された人間兵器である。

## 登場人物

### 主要人物
ソーニャ・ザイツェフ
主人公でヒロイン。ソビエト連邦の極秘研究施設において、遺伝子操作で生み出された人間兵器《国家機密》。バイカル湖付近の施設から、ヴィクトル・ザイツェフにより連れられて逃亡を図った時点では、5 - 6歳。薄青い髪。小さな見かけだが、筋肉や骨格が特殊なため体重は50キロ。極寒の中での支障はなく、常人より遥かに高い新陳代謝率のお陰か、凍傷の兆しもない。ヒトの数十倍の反応速度を持つ能力から、「虎以上の生き物」「スピードと瞬発力で、この娘に勝てる人類はいない」とザイツェフは述べている。左腕に【СОН・1666I】と刻印が有る。
名前が無かったので、逃亡直後、ヴィクトル・ザイツェフにより「СОН（英字（ラテン文字）では「SON」に当たる言葉）」に由来して「ソーニャ（露: Соня、英: Sónya）」と名付けられ、彼を父と慕うようになる。ザイツェフの死後、自身が「ヴィクトル・ザイツェフの娘」である事実を忘れないようにするため、自らザイツェフ姓をファミリーネームにした。
- 驚異的な身体能力
  - 鹿を狩ろうとするシベリアトラよりも早い動きで、鹿に跳び付き、手に持った木の棒で、鹿の首をへし折る程の腕力も持つ。また、シベリアトラを睨んだだけで、戦意喪失にしてしまう程である。さらに、狩った鹿を両肩に背負ったままで、膝下まで埋まる雪原を、猛スピードで駆けて行く脚力がある[1]。
  - ソーニャとザイツェフを追って来た、ブーニンを含む11名の部隊の兵士逹を撃退し、3名死亡・隊長含む、残りを重傷にする[1]。
  - ザイツェフから使用方法を教わったスリングショットで、後方の木々を薙ぎ倒し、追跡してきたMi-24をスティンガーミサイルと誤認させる程の破壊力で墜落させた[2]。
  - 張老師の友人である黄瞬から木のお椀を渡され、旨い水を注いで貰う際、栓を抜いた拍子に壺から溢れ出て来た水を、一滴も零さず、お椀の中に受け入れて驚かす[3]。
  - 九龍地区の空き地で長縄跳び遊びをしていたソーニャと同じ年頃位の子供達が、夕方帰宅する際忘れて行った長縄を拾い、前回し飛びを始めた処、目にも止まらない猛スピードで廻したため、空気との摩擦熱で、手首付近に握っていた縄以外は燃えて無くなり、やむなく残った部分を結び直して帰宅した[4]。
- 驚異的な聴力
  - 狙撃手に狙われた際、その胸に着弾する寸前に、その飛んで来る音を聴き取り、右手に持っていた木の棒で、その初弾を防ぐ[1]。
- 驚異的な学習能力
  - ザイツェフから渡された聖書を暗記し、記憶している内容と現地語の聖書とを対照することにより言語を習得する。
  - 九龍（クーロン）のゴミ捨て場から拾って来た“宝物”（ブラウン管・キーボード・電子基板）等から、デスクトップ型コンピューターを郭宝崑に教えられた知識に基づいて組み立てる[4]。
- 驚異的な指の力
  - 弾丸を右手に載せ、親指で弾いて、人間の頭を打ち抜く[4]。
- 驚異的な跳躍力
  - 香港の道路を走行中の2階建てバスに、その直角方向から目にも止まらない速さで駆けて来て、1回のジャンプで、バスの天上に軽々と乗る[5]。
- 驚異的な移動スピード
  - 蓉花が拉致された、劉偉のマフィアの本部のビルに設置されている監視カメラで、スロー再生しても、移動するソーニャの姿は、ボケてしまう程[5]。
- 唯一の弱点と克服
  - 小さな見かけだが、5 - 6歳の時点で体重50キロと異様に重いため、水に入ると自力では上がってこられない。後に黄瞬より体重を消す方法を会得したようで、池に浮かべた竹竿の上に乗り、落ちずに動けるようになった[3]。

カシチェイ
ロシアのパイプライン工事現場に現れたオオカミ犬。ソーニャやディアブロと同様の過程で生み出された軍用犬を父に持ち、メスオオカミとの間に生まれる。近辺のオオカミを支配して開発工事に来た人間を襲ったが、依頼で訪れたソーニャに敗れて従うようになる。敗れたと言っても素の戦闘力はソーニャ以上で、虎やライオンすら相手取って戦える。ソーニャと同様に並外れた知能や身体能力を除けば普通の犬であり、ソーニャと遊ぶのが大好き。
ヴィクトル・ザイツェフ
ソビエト連邦の極秘研究施設の警備主任であるソ連兵。中佐。白髪・白髭・長い白顎鬚が特徴的な顔立ち。1989年、ベルリンの壁崩壊に端を発した混乱の中、ソーニャを連れて中国かモンゴルへ逃亡を図る。ソーニャの格闘術の教官兼父親代わり。香港の墓地の墓石の記載から、1928年生まれで1995年死去（67歳没）。父も母も知らないソーニャにとって、「お父さん」と呼べた人物。
中国へ向かうため、ソーニャに中国語を教える。ソーニャと自分で2人分のパスポートとIDが必要なため、黄枝亭の在る山から町へ下山。人民軍謹製のほぼ本物のパスポートを入手後、帰山するため竹林を通りかかった際、中国国家安全部第8局（反間諜偵察局）の女性とその仲間の計略により捕まる。翌日、誘き寄せられたソーニャの「最大の足枷」になっていることに気付き、左脇腹に刺さった矢を利用して自らの背中側に立つその女性を道連れにし、川に落ちて行方不明になる。
蓉花を拉致した劉偉のマフィアの本部に単身で乗り込んで、スタン・グレネードによって気絶させられたソーニャを救出し、約2年振りの再会を喜び合った 後、香港の港か河に浮かぶ船での生活を始める。
川に落ちた時に受けた銃弾の破片が体内に残っており、体調が悪化する。ソーニャは単身ホワイトハウスに潜入し、大統領に自分たちを狙わないよう「脅迫」した。また、ソーニャはボリビア大使の娘の誘拐事件の解決に貢献することで、ザイツェフが最高レベルの病院に入院できるよう手配した。しかし、病院を特定されることで搬入時にソーニャが狙われることを察知し、ソーニャをかばって狙撃を受け、「人を嫌わないように」と遺言して死亡した。

### ソビエト連邦の人物
ブーニン
中尉。ソビエト連邦の極秘研究施設から逃亡を図った、ソーニャとザイツェフを追う部隊（特殊軍一個中隊）の隊長。ザイツェフのことを、「“熊の”ヴィクトル教官殿」と呼ぶほど、よく知っている。ソーニャから、口に含んだ雪を両目に吹き付けられたが、左目を失明させられただけで済み、生き残る。香港の墓地で、墓参りをするソーニャを再び狙うが失敗。ソーニャと同じかそれ以上の能力をオオカミ犬・カシチェイの存在を知ったことで本格的にソーニャの命を狙うことはリスクが高すぎると思い知った。そしてザイツェフの教え子として救命と引き換えに依頼してきた大物の情報を渡す。
メニューイン
保安局情報将校。中将。
ユーリ
ソーニャとザイツェフを追う部隊（第2次攻撃隊）の隊長（上級将校）。ザイツェフを「白熊先生」と呼ぶ。

### 中国の人物
張老師（チャンろうし）
中国吉林省白城（バイチョン）郊外に住む中国人。この地で中国の武術を教えている。かって、ザイツェフによってベトナムで息子の命を救われており、恩を返すためソーニャとザイツェフを匿う。ソーニャの普段の動作から、天与の才を見抜き、個人教授を申し出て、ザイツェフより「（あの娘に）人を殺さず、楽に無力化する方法＆急所の全て」を教授することを依頼されるが、小泰が殺された日より、ソーニャとザイツェフを、友人のツテの処に向かわせたことにより、不可能になった。
中国共産党幹部とのコネもあり、そこそこの名士である。「外見で強さの判断をするのは、愚か者」だと弟子たちに言っている。
張健信（ヂャン・ジャンシン）
張老師の息子。ザイツェフが中国軍の軍事顧問をしていた時、ベトナムで知り合った。ベトナムで傷病兵となり、名誉勲章を貰っている。
小泰（シャオタイ） / 本名：林泰雲（リン・タイウン）
父親と共に月謝を払って、張老師から中国の武術を教授されている弟子の一人。ソーニャより背が高く、年上だと思われる。張老師から言われ、ソーニャと組み打ちするが、張老師も含めた周りに居る人々の目にも見えない、その動きの速さに翻弄され、左頬に右平手打ちを受け、倒された。
張老師の家から出たことの無いソーニャを町に案内するが、朱柳花によって、擦れ違い様に首の頸動脈を短剣で切られ、ソーニャの目の前で即死させられる。ソーニャが、初めての涙を流した人物。
朱柳花（シュ・リュウファ）
ソーニャを狙う組織の中国人の娘（KGBの海外工作員）。小泰を殺害したため、右手で使用していた短剣を逆にソーニャに奪われ、首と左手首と親指以外の右手の指を切り落とされ、即死した。
蒋（ジャン）
小泰の殺害現場に現場検証に来た、2級警司。
女工作員（本名不詳）
中国国家安全部第8局（反間諜偵察局）の女性。
ツテ / 黄瞬（ファン・シュン）
張老師の友人。小泰が殺された日から、ソーニャとザイツェフが張老師の元を去って向かった南に住む人物。杖を突きながら歩く、仙人の様な風貌。黄枝亭では、弟子逹から「師父（シーファ）」と呼ばれている。
気配を消して、ソーニャの右腕を逆関節して捕えるが、自ら肩を外して右腕を捨てたソーニャの左回し蹴りを受けるが、その反撃も両腕で防御して無事だったことに、ザイツェフは驚く。
ソーニャは旋風の様に疾いが、無駄な動きが多過ぎることを指摘し、もっと疾くしてやれることと、捕まった時の逃げ方、さらにソーニャの右腕を取った時、異様な体の重さから「水が鬼門」だと気付き、ある程度、体重を消す方法も教える。
楊（ヤン）
黄枝亭における、ツテの弟子の一人。師の指示で、ソーニャと本気で仕合いをするも、観察の訓練のため、攻撃しない様に指導されたソーニャに全ての攻撃を見切られ、5分と持たず息が上がってしまった。この仕合いがきっかけとなり、山を降りて、ソーニャに嫉妬の炎を滾らせ、町で荒れる様になってしまった。

### 香港の人物
王勇（ワン・ロン）
九龍の歯医者。額の皺が多く、猫の様な髭を生やしている。常に赤十字のマークの入った帽子を被っている。黄瞬の紹介状により、ソーニャの身柄を預かっている。ソーニャを、あらゆる意味で「変わった子」と見ている、九龍の有力者。
蓉花（レンファン）
王勇の娘で美貌の女性。独身。ソーニャよりは年上。黒い長髪で、後髪に大きなリボンを付けている。いつも独りぼっちでいるソーニャを気に掛け、話し掛けたり、おやつにジャンボ春巻を食べさせてくれる。ソーニャが持って来た金の延べ棒で食費（お釣りが出るほど）を貰い、食事を作るものの、その旺盛な食欲を不思議に思っている。
日中は、九龍の学校に保母として勤め、ソーニャと同じ年頃位の子供逹の相手をしている。また、父が忙しい時は、歯科医院の手伝いもする。
中秋節に、いつもTシャツ短パン姿のソーニャに、女の子らしい服を着せようと、自分の“お古”を着せる。ソーニャに着せた自分の“お古”が少し大きいと思いソーニャの服を購入した際、偽の女性店員に店の奥のドアへ誘導され、ソーニャに関する情報を聞き出すために劉偉のマフィアの本部に拉致される。
劉若望（リュウ・ソウワン）
蓉花を狙う男。小さな顎鬚が特徴。コカインを商品として取引するが、半端の量が有れば（119キロなら9か19キロ）手を付けるような売人である。
九龍の幽鬼の話を聞き、その正体を調査しようとする。
劉偉（リュウ・ウエイ）
中国のマフィアである、百頭（バイトウ）のボス。若望からは（実の）｢オヤジ｣と、部下からは「大人（ターレン）」と呼ばれる、丸坊主で逆八文字眉毛の背の低い、小柄な体型の高齢の男。香港返還前にカナダへ脱出するらしい。
郭宝崑（カク・パオクン）
九龍のゴミ捨て場で、ひどい目に遭っていた処を、ソーニャが最初に助けた人物。助けた際に怪我をした後遺症か、頭と左目に包帯を巻き、眼鏡着用。天安門事件で、香港に逃げて来た大学生。
コンピューターに非常に強く、ソーニャに色々教えるとともに、まだ一部の人々しか利用されていなかったインターネットが、やがて世界中の普通の人に広まり、すごい量の知識を共有出来る時代が来ることを、予言の如く、語り掛けた。
CIA香港支局長（本名不詳）
スキンヘッドの男。劉若望の殺害犯である九龍の幽鬼の調査に、その葬儀後、父親である劉偉と内密の話を交わすため、訪れて来た。劉偉に共闘の提案をし、情報提供を求めた。
ドナルド・端（タン）
ベトナム戦争時、ホーチミン市で古タイヤからサンダルを作って、大儲けした男。香港で靴屋を本業としながら、裏稼業として各種の武器（拳銃や対物ライフル等）を取り扱い、その商売で稼いでいる。10年振りに再会した、ザイツェフを「“白熊師父”（しろくませんせい）」と呼ぶ。
ザイツェフから、ソーニャの足に適した丈夫な靴（小さいが、大人並みの体重に合わせた『凄まじく特殊なアスリートの靴』）を製作するよう依頼され、久し振りに職人心に火が着けられ、快く引き受ける。

### アメリカの人物
CIA局長（本名不詳）
アメリカのバージニア州にある、中央情報局（CIA）の局長。ケンタッキーフライドチキンのカーネルサンダーを思わせる顔立ち（白い鼻髭、眼鏡着用）。香港から送られてきた、ソーニャに関する報告書（データ等）を副局長に見せる前に、大統領に報告した後、軍部から連絡（ソーニャへの対抗手段があること）を受け、副局長を【プロジェクトロータス】へ向かわせる。
トレバー・ノース
CIA副局長。局長の指示で、【プロジェクトロータス】に行くことに。
Dr.（ドクター）・ハル
【プロジェクトロータス】の主任。アフロヘア・顎髭・眼鏡着用。学者らしい人物。香港から送られてきた、ソーニャに関する報告書を読んで興味を抱く。
トムソン中将
【プロジェクトロータス】の軍部の人間。【プロジェクトロータス】の【スーパーソルジャー】を、実は嫌悪している。
ダン
【プロジェクトロータス】の【スーパーソルジャー】の男性。NBAの選手の様な体格。
ソーニャとの実戦のため、Dr.・ハルとマリィルウと共に、香港へ。【スーパーソルジャー】になる薬を注射してソーニャの後ろから近づくが気付かれてしまい、追跡にも失敗する。負傷して路地で伏せているところをザイツェフに始末される。
マリィルウ
【プロジェクトロータス】の【スーパーソルジャー】の女性。そばかすが特徴。
ソーニャとの実戦のため、Dr.・ハルとダンと共に、香港へ。
ソーニャの能力の高さに気付き、ダンの援護に向かいソーニャを追う。捕獲に失敗し返り討ちにあうが、その際にソーニャの弱点（水には、入れないこと）に気付く。
アリス・マクレディ
ワシントンD.C.ホワイトハウスにシークレットサービスとして勤務する女性。CIAが派遣した者たちの撤収を大統領本人に直訴しに来たソーニャを不問とすることを提案し、大統領命令で香港までエア・フォース1で送り届けた。
5年後。駐ボリビア大使を務める義兄の娘が誘拐された際にソーニャに手助けを求めた。その謝礼としてザイツェフの治療を申し出たが、逆に足が付いて狙撃されザイツェフは死亡する。この時の自身のミスを悔いており、ソーニャに出来る限りの手助けをすることを誓う。
ソーニャに依頼を出す際には各種バックアップを行うが、ソーニャ用の装備に趣味を盛り込んだデザイン（ヒーロー物の意匠）を盛り込んでくるので迷惑がられている。
大統領
CIAが派遣した者たちの撤収を直訴しに来たソーニャから拷問を受け、止めないなら家族を狙うと脅迫される。大統領本人は、報告は受けていても本気にはしていなかった。何とか懐柔しようとするが、自分を利用しようとするのは「ネズミの国にネコの軍隊を作るようなもの」と反論され、本当の意味での互助と信頼がなければ支配者が入れ替わるだけだと諭される。

### その他の人物
ディアブロ
ソーニャと同様のプロジェクトから作り出された男。バイカルの研究所よりも先行したラボで生まれたが、研究員を皆殺しにして西側に脱走。非合法活動で糧を得ながら羽を伸ばしていた。ソーニャ同様に「人間らしい名前」は無く、現在の名も暴れまわった末に付いたあだ名のような物。
脱走してからは多くの女と関係を重ねてきたが、子供ができない。そのため、自身と同類であるソーニャに目を付けている。単行本3巻収録のエピソードでは愛人の1人が懐妊したが、母子ともに死亡した。

## 各話における逃亡の足跡と年齢
- 第1話 1989年11月10日未明…ソビエト連邦の極秘研究施設（バイカル湖付近）から逃亡。 5 - 6歳。
- 第2話 1989年11月11日以降…中国吉林省白城郊外の張老師宅。 6 - 7歳。
- 第3話 1990年の年明け、小泰が殺害された日以降。黄枝亭。 6 - 7歳。
- 第3話 同年夏、河南省何阳（ナンヤン）市近郊の川に、ザイツェフが落ち、行方不明。黄枝亭。 6 - 7歳。
- 第4話 1990年 …中国返還前、英領香港九龍（クーロン）地区取り壊し前年。王医師の歯科医院。 8 - 9歳。
- 第5話 1991年 …ザイツェフとの再会(劉偉のマフィアの本部のビルにて)。 8 - 9歳。
- 第6話-8話 1991年 …ザイツェフと香港の港か河に浮かぶ船での生活を始める。CIAによる追跡やスーパ―ソルジャーによる干渉を止めさせるために渡米し大統領に直談判した。 8 - 9歳。
- 第9話-10話 1991年 …ソ連国内でソーニャの情報（ホワイトハウスの一件）をつかんだ連中が個人的利益のために狙い始める。　8 - 9歳。
- 第11話-14話 1995年 …アリスからの依頼で拉致された駐ボリビア大使の娘（アリスの姪）を救出する。ディアブロと出会う。ザイツェフ死亡(香港の墓地に墓を造る)。　11 - 12歳。

　　　　　　　　≪この間、危険を承知で毎年墓参りをする。≫
- 第15話 1997年？ …シカゴの学校でソーニャ本人が8年生と答えている。 13 - 14歳。
- 第22話-24話 …ロシアの奥地にてカシチェイと出会う。
- 第2話、第26話 1998年 …香港の墓地（ザイツェフの墓がある）。 14 - 15歳。

## 用語
СОН
ザイツェフのためにソーニャ（当時11 - 12歳）が香港の墓地に建立した十字架の形の墓。危険を承知で毎年（1995 - 1998年/11 - 15歳）墓参りする覚悟で作ったため、墓の周りの壁には、10センチ厚の鋼板が入っている。
黄枝亭
黄瞬の家のこと。
「好来不如好去」（ハオライビュールーハオクー）
「立つ鳥、跡を濁さず」のこと。
九龍の幽鬼
コカインの売人の取引相手が語る、九龍の「見えない何か」。九龍に手を出した、あちこちの三下が襲われて、ひどい目に合い、九龍のワルも何人かやられている。その正体は、ソーニャである。
王勇は、暴漢に襲われた娘の蓉花が無事だったことから、“守り神”として捉えている。
九龍の城砦福利会

指弾
指で石や鉛玉を弾いて、敵に当てる技。ソーニャが、若望（ソウワン）に対して、彼が所持していた銃から弾（9ミリルガー弾）を抜き取り、その技を用いた。
プロジェクトロータス
Dr.・ハルを主任として、【スーパーソルジャー】を生み出す、アメリカの軍部が管理するプロジェクトのこと。
スーパーソルジャー
普通の人間を、一時的に能力を上昇させる物（薬）を用いて、人為的に生み出す、軍隊の夢である超戦士のこと。上昇させた能力は、約1時間が限度で、その後2か月程、死人同様になる。透明なメガネを着用している。
ソルジャーの1人・ダンの指先は、全て黒くなっており、これは「人間は、あまり速く動くと末端の毛細血管が壊れる」からとのこと。
米国製小型通信機
再会したザイツェフが、ドナルド・端に注文した品で、靴屋から出る直前、ソーニャにも身に付けさせた、双方向で会話出来る通信機。喉の振動で声を拾うから小声でも十分な感度がある。
ソーニャとザイツェフが寝起きする香港は、共産主義と資本主義の最前線で、世界中の諜報機関が集まっているため、いつも二人では目立ち過ぎるので、昼間は、なるべく別行動を取り、必要な時は連絡出来る様にと。

## 単行本
- 弓月光 『瞬きのソーニャ』 集英社〈ヤングジャンプコミックスGJ〉、既刊3巻
  1. 「逃亡〈побег〉」 2012年1月19日発売 ISBN 978-4-08-879250-7
  2. 「報復〈ответ〉」 2014年2月19日発売 ISBN 978-4-08-879761-8
  3. 「新天地〈Новая земля〉」 2020年12月18日発売 ISBN 978-4-08-891751-1[7]